# Mind Elevation
A Mind Elevation egy Nightmares on Wax album,  2002. szeptember 2-án jelent meg.

## Számok
1. "Mind Eye" – 7:05
2. "Say-Say" – 4:39
3. "Thinking of Omara" – 5:33
4. "Date With Destiny" – 5:11
5. "Bleu My Mind" – 3:50
6. "Environment" – 3:54
7. "Soul-Ho" – 1:45
8. "Humble" – 3:22
9. "70s 80s" – 5:32
10. "Know My Name" – 4:33
11. "BBH (Bongo-Brk-Haven)" – 6:10
12. "Mirrorball" – 1:16
13. "Thoughts" – 7:07